# Slånaronia
Slånaronia (Aronia x prunifolia, tidigare Photinia floribunda) är en odlad rosväxt som först beskrevs av John Lindley. Den gavs namnet Photinia floribunda av Kenneth R. Robertson och & J.B. Phipps. Numera räknas den dock som del av aroniasläktet inom familjen rosväxter. Inga underarter finns listade i Catalogue of Life, men den är antingen själv en underart till svart aronia eller en hybrid mellan denna och röd aronia.